# Ведель Артем Лук'янович
 Ве́дель (Ве́дельський) Арте́м Лук'янович (1767, Київ — 14 (26) липня 1808, Київ) — український композитор, диригент, співак, скрипаль.

## Біографія

### Ранні роки
Народився у сім'ї київського багатого міщанина Лук'яна Власовича й Олени Григорівни Ведельських, імовірно 28 квітня 1767 року. Садиба родини Ведельських містилася на Подолі в парафії Різдво-Предтечинської (Борисоглібської) церкви. Хата з городом і садком стояла на розі сучасних вулиць Братської та Андріївської. Тут Ведель жив до 1788 року, з квітня 1792 року до весни 1796 року та з літа 1798 року до серпня 1799 року. В батьковому домі композитор також закінчив свій життєвий шлях 1808 року.
Батько Веделя Лук'ян Власович Ведельський (1730—1815) був художником-різьбярем, мав власну майстерню, виготовляв іконостас. Прізвище композитора Ведель — імовірно, скорочена форма від Ведельський. Так композитор підписував власноручно написані листи, на прізвище Ведель виписаний його військовий документ. Батько ж композитора в листі до київського генерал-губернатора пише: «Маю однородного в себе Артема Ведельського» і підписується: «Київський міщанин Лук'ян Ведельський».
Ведель навчався у Києво-Могилянській академії до 1787 року, пройшов курс до класу філософії включно, де здобув ґрунтовну гуманітарну й музичну освіту. У Києво-Могилянській академії Ведель почав компонувати свої перші музичні твори, диригував студентським хором та оркестром, виступав як соліст і скрипаль. Співак з хору, яким керував Ведель в Академії, розповідав згодом дослідникові В. Аскоченському: «…це був красивий юнак з очима, що випромінювали світло, мав ніжний голос, спокійний характер і був надзвичайно тактовним».

### Робота в Москві
1788 року відряджений митрополитом Київським і Галицьким, протектором Києво-Могилянської академії Самуїлом Миславським з малолітніми співаками до Москви, де керував капелами генерал-губернатора Москви Петра Єропкіна (до 1790 року), а після його відставки — Олександра Прозоровського. Ці капели за мистецьким рівнем і значенням посідали в імперії визначне місце слідом за Придворною імператорською капелою. Для керівництва ними підбирали найрізноманітніши музикантів. Отож уже тоді талант Веделя був визнаний музичними колами та дістав високу оцінку. Формально Ведель був зарахований на службу й отримував зарплату на будівництві в Кремлі приміщення «Присутственных мест» (з 17 березня 1788 року до 27 травня 1791 року), згодом був підканцеляристом у штаті VI Депутатського Сенату (від 28 травня 1791 року до 1 грудня 1792 року). Під час п'ятирічного перебування у Москві композитор мав можливість познайомитися з музичною культурою Росії та Західної Європи. 1 грудня 1792 року на прохання Веделя його звільнено в чині канцеляриста Сенату.

### Повернення в Україну

Меморіальна дошка Артемію Веделю роботи Ігоря Гречаника

З кінця 1792 року Ведель жив у батьківському домі. Деякий час знову керував хором Києво-Могилянської академії. У Києві тоді особливо славилися церковні хори, а зі світських — хор і музична капела генерала Андрія Леванідова при штабі українського піхотського корпусу. На початку 1794 року Ведель очолив капелу. Водночас керував хором солдатських дітей. Леванідов високо цінував і шанував талант Веделя та всіляко сприяв його музичній діяльності. Дуже швидко просувався він і у військовій службі, 1 березня 1794 року його призначено канцеляристом штабу, 27 квітня 1795 року — молодшим ад'ютантом, а 24 вересня 1796 року — старшим ад'ютантом штабу з капітанським рангом. Музична діяльність Веделя у цей час була дуже плідною. За 1793-1795 роки він написав 6 концертів, можливо, ще й низку інших композицій, які не ввійшли до відомого автографа.
У березні 1796 року Артемій Ведель переїхав до Харкова, що було пов'язано з призначенням генерала Леванідова генерал-губернатором Харківського намісництва. Тут А. Ведель організував новий намісницький хор і оркестр, викладав спів і музику в Казенному училищі при Харківському колегіумі. Продовжував композитор і творчу працю. Написав 3 концерти: «Воскресни Боже» та «Услиши Господи глас мой» (6 жовтня 1796 року) та ін. Названо лише датовані твори, однак у цей час композитор міг написати ще низку інших композицій, зокрема двохорний концерт «Господь пасет мя».
У Харкові дуже високо цінували композитора та його твори. Концерти Веделя вивчали й виконували у Харківському колегіумі, їх співали у церквах. На початку 1797 року за наказом імператора Павла I корпус Леванідова розформовано, Харківське намісництво ліквідовано і Леванідов покинув Харків. Царським указом усі «не положені» за штатним розписом полкові капели ліквідовано, і Ведель подав рапорт з проханням про відставку. Указом Державної військової колегії від 12 жовтня 1797 року Ведель: «от воинской службы на собственное пропитание отставлен с тем же чином с ношением мундира».
Того часу музична культура зазнає значних утисків: повсюдно скорочують штати хорів та їхнє забезпечення. У церквах забороняють співати духовні концерти (псалми, молитви), що безпосередньо не стосуються служби, забороняють поширені в Україні канти й колядки — те, що органічно увійшло в наші національні богослужіння  та зрослося з ними. Розтрощену Катериною Україну добивали нищенням осередків духовної культури. Найталановитіші українські митці, які не обслуговували режим, а тим паче ті, що працювали на прославу своєї Вітчизни, ставали неугодними та небезпечними…
Ведель перейшов працювати у цивільне відомство Олексія Григоровича Теплова, губернатора новоствореної Слобідсько-Української губернії. Теплов у молодості здобув прекрасну музичну освіту. Він ставився до Веделя якнайкраще. Композитор продовжував музичну діяльність, розпочату при генералові А. Леванідові: керував губернською капелою, був капельмейстером вокального класу в Казенному училищі при Харківському колегіумі, його учні ставали провідними співаками у придворній капелі Санкт-Петербурга, Москви та Петербурзьких митрополичих хорах. Диригент Санкт-Петербурзької придворної капели, видатний композитор Дмитро Бортнянський відгукувався про веделівські вокальні класи як про «музичну академію». Але поступово культурно-мистецьке життя Харкова занепадає. Ліквідовано театр, губернський хор і хори у військових частинах, симфонічні оркестри, виконання творів Веделя у церквах заборонено.
Наприкінці літа 1798 року Ведель переїхав до Києва. Жив у батьківському домі на Подолі, працював над новими творами. Написав два концерти: «Боже законопреступници восташа на мя» (11 листопада 1798 року) і «Ко Господу всегда скорбіти ми». Виконувалися ці концерти у Київському Братському Богоявленському та Софійському соборах. Але можливостей застосувати свої здібності Ведель, очевидно, не бачив. Він писав своєму учневі: «Я цілком невлаштований у моїй долі. Ні се ні те, але що робити?»

### Переслідування та ув'язнення
На початку 1799 року він став послушником Києво-Печерської Лаври. У Лаврі митець, за спогадами прот. Петра Турчанинова та ієромонаха Варлаама (Зубковського), провадив подвижницький спосіб життя, бездоганно виконуючи послух читця та співця на кліросі. Він був прикладом для братії в покорі, терпеливості та сумлінності служіння.
Наприкінці весни того ж року знайшли книжку «Служба Нилу Столбенскому», де на порожніх сторінках начебто Веделевою рукою у символічній формі написано пророцтво про вбивство чинного царя Павла І та названо його вбивцею. Проти Веделя негайно порушили «секретну справу». Саме через «секретність» справи все, що відбувалося в той період, покрите таємницею: через 200-літню відсутність архівних документів, які знайшли лише нещодавно, поширилися легенди, вигадки та відверті наклепи, зокрема про «долгое странствие по Малороссии», під час якого композитор «присоединился к секте иллюминатов».
Невідомо, де насправді було знайдено «Службу...» — чи в Києво-Могилянській академії, чи в Лаврі; невідомо, чи покидав Ведель Лавру, чи його вихід сфальсифікувало керівництво монастиря задля уникнення особистої відповідальності за послушника.
Митрополит і архімандрит Києво-Печерської лаври Ієрофей (Малицький) 25 травня 1799 року оголосив Веделя божевільним і передав київському коменданту Ф. Л. Вігелю під варту. «Документи справи, — пише веделезнавець Василь Кук, — свідчать лише про те, як відбувалася розправа над композитором та як його, врешті, без вини, без суду замучено. Суті справи вони не розкривають, за що і чому знищили саме його, Веделя, не висвітлюють… За документами формально Веделя ніхто не арештовував… немає акту звинувачення, ні протоколів допиту звинуваченого. Усе відбувалося без участі „сумасшедшего отставного капитана” і без нього вирішується його доля. Але, що дуже дивує, для того, щоб помістити „хворого” до лікарні, Київський губернатор Мілашевич просить дозволу на це у Малоросійського губернатора Беклєшова, який радить направити справу до генерал-прокурора Росії, а останній представляє відповідний документ на санкцію цареві».
Поки в Петербурзі вирішували справу, Веделя, який тяжко захворів на гауптвахті та був близьким до смерті, віддали під опіку батька. 10 липня 1799 року надійшло розпорядження генерального прокурора Санкт-Петербурга, де зазначалося: цар «повелеть соизволил: буде он Ведель выздоровел, взять его от отца, отослать в дом сумасшедших в Киеве й держать без выпуску».
1 серпня 1799 року київський губернатор П. І. Салтиков рапортував, що капітан Ведель «в дом сумасшедших для содержания без выпуску отдан». Наступник імператора Павла I імператор Олександр I на справі Веделя 15 травня 1802 року написав: «…оставить в нынешнем положении».
У київській божевільні композитор промучився 9 років. Лише напередодні смерті батькові вдалося забрати його додому. Поховано Артемія Веделя на подільському Щекавицькому кладовищі. Нині воно повністю зруйноване, й де була могила Веделя — невідомо.

## Творчість
Твори Веделя тривалий час були заборонені та поширювалися в рукописах, їх знали й виконували попри заборону. На сьогодні відомо близько 80 музичних творів. Серед них 31 хоровий концерт, 6 тріо, серед яких «Покаянія отверзи ми двери», 2 літургії Івана Золотоустого, Всеношна й один світський кант.
В Інституті рукописів НБУВ зберігаються рукописи неповної літургії Івана Золотоустого і 12 духовних концертів:
1. «В молитвах неусипающую Богородицу» — до мінор (1794)
2. «Спаси мя, Боже, яко внидоша води до душі моєя» — ля мінор (1794)
3. «Доколі, Господи, забудеши мя» — фа мінор (1795)
4. «Пою Богу моєму дондеже єсьм» — до мінор (1795)
5. «Блажен разуміваяй на нища і убога» — соль мінор (1795)
6. «Помилуй мя, Господи, яко немощен єсьм» — ля мінор (1796)
7. «Воскресни, Господи…» (зберігся неповністю, 1796)
8. «Услиши, Господи, глас мой» — до мінор (1796)
9. «Проповідника віри» — до мажор (1796)
10. «Господь пасет мя» — до мажор (1796)
11. «Боже, законопреступници восташа на мя» — до мінор (1796)
12. «Ко Господу, внегда скорбіти ми» — до мінор (1798)

Переважна більшість концертів Веделя написані на слова псалмів, здебільшого благального, скорботного характеру, в яких йдеться про домагання людини злими силами. Три концерти написані на тексти псалмів історичного змісту і лише два (№ 9, 10) — панегіричного.
Як і Березовський та Бортнянський, Ведель дотримувався традицій партесного співу. Концерти багаточастинні (переважно 3- та 4-частинні), більшість з яких побудована за принципом темпового і тонального контрастів, у деяких випадках цілісність циклу скріплена тематичними зв'язками між частинами. Нерідко частини концертів мають 2-4 відносно самостійні розділи, що складаються з експозиційного викладу, розвитку і закінчення.
Мелодика Веделя виразна, охоплює значний діапазон і тісно пов'язана зі словом. Виразність мелодики посилена ритмікою, яка вирізняється складністю та різноманітністю ритмічних малюнків. З класичним стилем пов'язана чітка розчленованість мелодики, використання побудов типу «питання — відповідь», підсумкових структур. Водночас зв'язки з давньоукраїнською монодією та українським фольклором надають їй наспівного характеру.
Гармонічна мова має всі ознаки розвиненої тональної системи, збільшенню напруження сприяє використання альтерованої субдомінанти, а також альтерованої домінанти. В ансамблях Ведель часто використовує триголосну акордову фактуру, властиву кантам. Хорова фактура суттєво впливає на образність і формотворення. Властиве зіставлення ансамблевих звучань з туттійними, зміни в хоровій фактурі є динамізуючими чинниками.

## Вшанування пам'яті

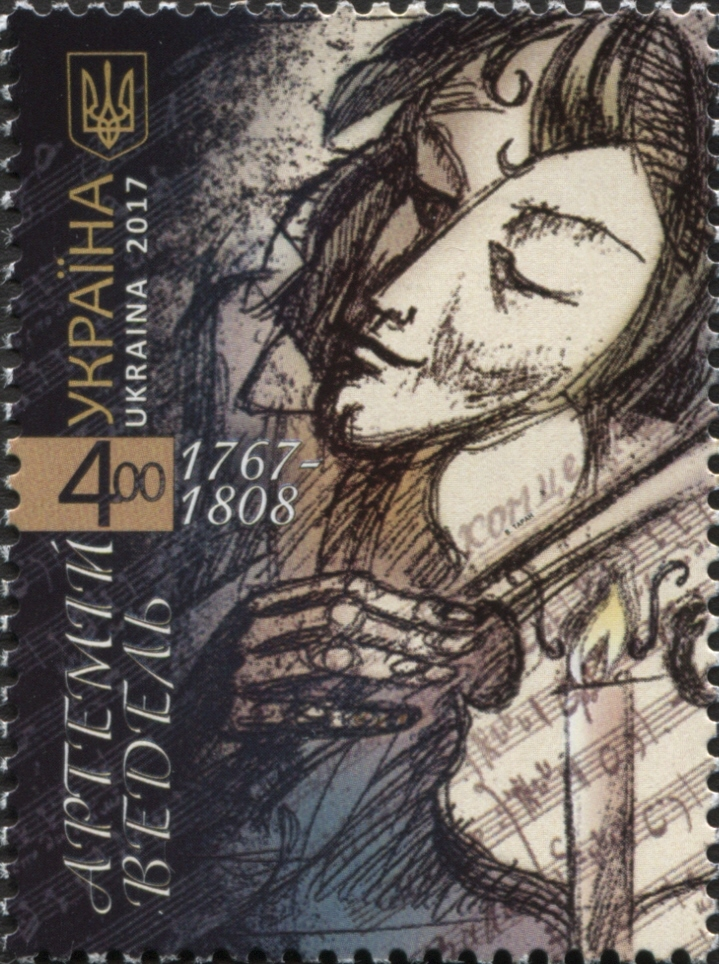
«Ведель Артем Лук'янович», поштова марка України (2017)

- Вулиці, названі на честь Артема Веделя, є в кількох населених пунктах України.
- У 2017 році на державному рівні в Україні відзначали ювілей — 250 років з дня народження Артемія Веделя (1767 рік, за іншими даними — 1770—1808 роки), композитора, хорового диригента, співака, скрипаля.[11]